# Shōgun (tiểu thuyết)
Shōgun, còn gọi là Tướng Quân, là cuốn tiểu thuyết được viết bởi nhà văn James Clavell vào năm 1975. Đây là cuốn tiểu thuyết niên đại lịch sử đầu tiên trong tập Asian Saga của tác giả. Năm 1990 đã bán được 15 triệu bản toàn cầu. Nội dung viết về thời đại phong kiến Nhật Bản trước khi xảy ra Trận Sekigahara vào năm 1600, Shōgun đã chứng kiến sự thống trị của vị daimyō Toranaga (dựa trên Tokugawa Ieyasu). Sự thống trị của Toranaga dưới chế độ Mạc phủ được kể dưới con mắt của thủy thủ người Anh John Blackthorne, còn được người Nhật gọi là Anjin (Hoa tiêu), dựa trên nhân vật lịch sử thực tế William Adams.

## Cốt truyện
Nền hòa bình của Nhật Bản thời phong kiến (1600) dần sụp đổ. Người thừa kế Taiko (Nhiếp Chính) còn quá nhỏ để trị vì đất nước. 5 vị daimyo quyền lực nhất quản lý lãnh địa dưới tên Hội Đồng Nhiếp Chính. Bồ Đào Nha, với sức mạnh thống trị biển cả cùng Giáo hội Công giáo Dòng Tên, đã chiếm được vị trí quan trọng với Nhật Bản và mong muốn được thống trị. Nhưng Nhật Bản lại theo chủ trương hẹp hòi và bài ngoại. Súng và vũ khí quân sự tối tân của Châu Âu quá mới lạ với người Nhật và được coi là mối đe dọa với truyền thống Võ sĩ đạo Samurai lâu năm của Nhật Bản.
John Blackthorne, hoa tiêu tàu chiến Erasmus của Hà Lan, là hoa tiêu đầu tiên của nước Anh đặt chân lên Nhật Bản đầy huyền bí. Người Anh (và người Hà Lan) muốn đập tan mối quan hệ giữa Bồ Đào Nha (cùng với những tín đồ Công giáo) với Nhật Bản để thiết lập mối quan hệ thương mại và quân đội đồng minh của riêng họ.
Sau khi tàu chiến Erasmus bị cuốn vào bờ biển Nhật Bản, Blackthorne và 10 thủy thủ còn sống sót đã bị giam lỏng bởi một samurai địa phương, Kasigi Omi, cho đến khi Kasigi Yabu, lãnh chúa và chú của anh, đến tìm hiểu. Yabu đưa Blackthorne và thủy thủ đoàn của anh ta ra xét xử như những tên cướp biển, sử dụng một linh mục Dòng Tên để thông dịch cho Blackthorne. Sau khi thua vụ xét xử, Blackthorne đã tấn công vị linh mục, bẻ gãy cây thánh giá, ám chỉ rằng tên linh mục Dòng Tên là kẻ thù của ông. Nhưng những người Nhật Bản chỉ biết đến đạo Công giáo đã rất sốc vói hành động hỗn xược này. Yabu tuyên án tử hình tất cả.